# Episodi di New York New York (settima stagione)
La settima e ultima stagione della serie televisiva New York New York è andata in onda negli Stati Uniti dal 21 settembre 1987 al 16 maggio 1988 sulla rete CBS.
| nº | Titolo originale             | Titolo italiano | Prima TV USA      | Prima TV Italia |
| -- | ---------------------------- | --------------- | ----------------- | --------------- |
| 1  | No Vacancy                   |                 | 21 settembre 1987 |                 |
| 2  | The City is Burning          |                 | 28 settembre 1987 |                 |
| 3  | Loves Me Not                 |                 | 5 ottobre 1987    |                 |
| 4  | Different Drummer            |                 | 19 ottobre 1987   |                 |
| 5  | You've Come a Long Way, Baby |                 | 26 ottobre 1987   |                 |
| 6  | Video Verite                 |                 | 9 novembre 1987   |                 |
| 7  | Greed                        |                 | 16 novembre 1987  |                 |
| 8  | Secrets                      |                 | 23 novembre 1987  |                 |
| 9  | Don't I Know You?            |                 | 5 gennaio 1988    |                 |
| 10 | Old Flames                   |                 | 12 gennaio 1988   |                 |
| 11 | Trading Places               |                 | 19 gennaio 1988   |                 |
| 12 | Shadow of a Doubt            |                 | 26 gennaio 1988   |                 |
| 13 | Hello Goodbye                |                 | 9 febbraio 1988   |                 |
| 14 | School Daze                  |                 | 16 febbraio 1988  |                 |
| 15 | Land of the Free             |                 | 23 febbraio 1988  |                 |
| 16 | A Class Act                  |                 | 15 marzo 1988     |                 |
| 17 | Button, Button               |                 | 22 marzo 1988     |                 |
| 18 | Amends                       |                 | 29 marzo 1988     |                 |
| 19 | Friendly Fire                |                 | 5 aprile 1988     |                 |
| 20 | Yup                          |                 | 2 maggio 1988     |                 |
| 21 | A Fair Shake (1)             |                 | 16 maggio 1988    |                 |
| 22 | A Fair Shake (2)             |                 | 16 maggio 1988    |                 |